# Aqen

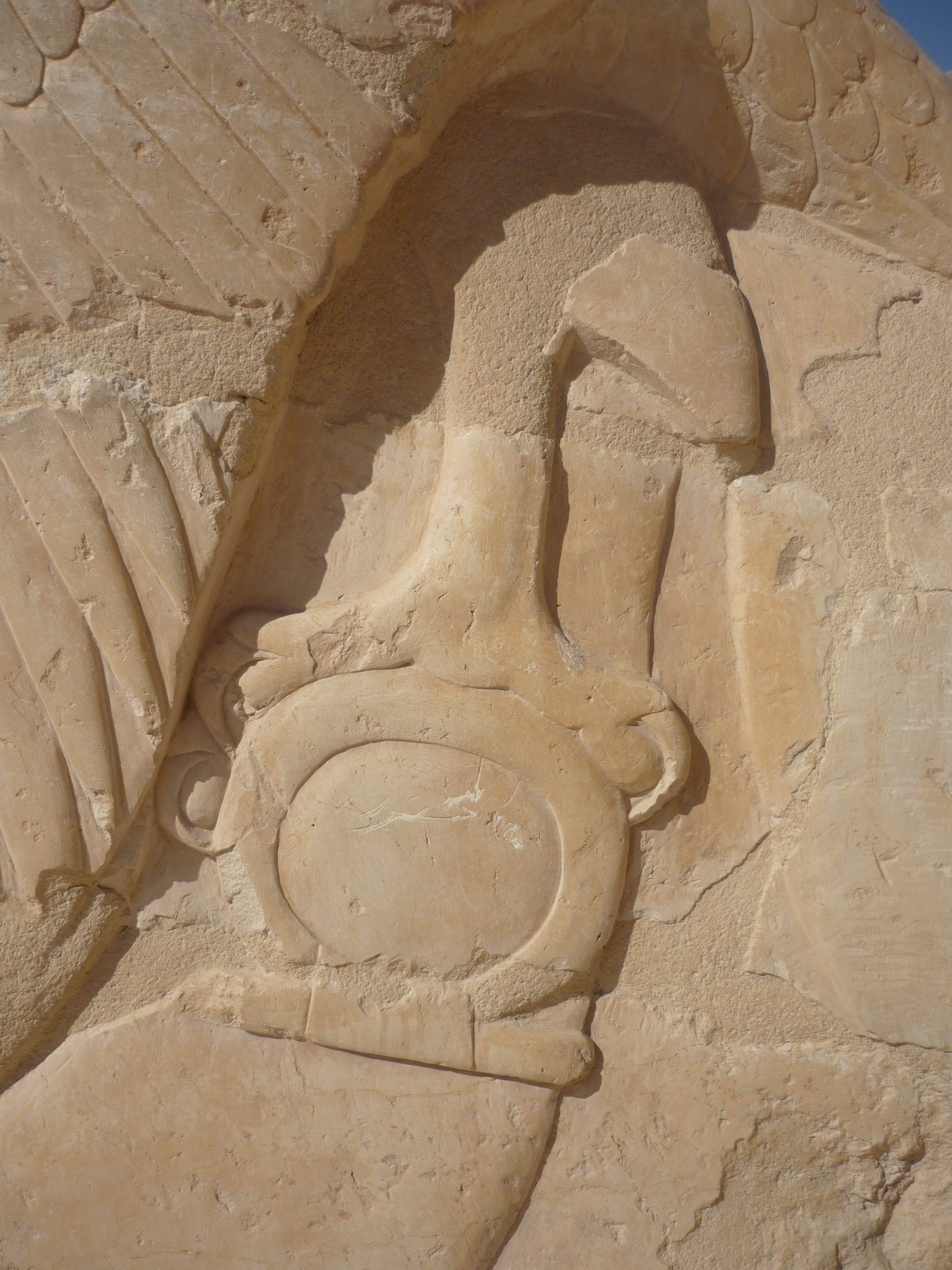
L'anello-shen, legato ad Aqen, qui fra le zampe di un falco in un rilievo nel Tempio funerario di Hatshepsut a Deir el-Bahari.

Aqen ("Protettore") è una divinità egizia appartenente alla religione dell'antico Egitto, un dio dell'oltretomba assai raramente attestato. Al pari di altri dei, come Kherti e Aker, Aqen era venerato come battelliere delle anime dei defunti nel mondo dei morti. La prima delle sue non molte menzioni è nel "Libro dei morti" a partire dal Medio Regno (XX - XVII secolo a.C.): il suo compito è quello di fare da guida al dio-sole Ra in qualità di "protettore della celeste barca di Ra" "recando a Sua Maestà l'anello-shen". Viene inoltre descritto come "bocca del tempo", attraverso cui gli dei e i demoni tirano la "corda del tempo" - per esempio nella Tomba di Seti I (1290 - 1279 a.C.).  

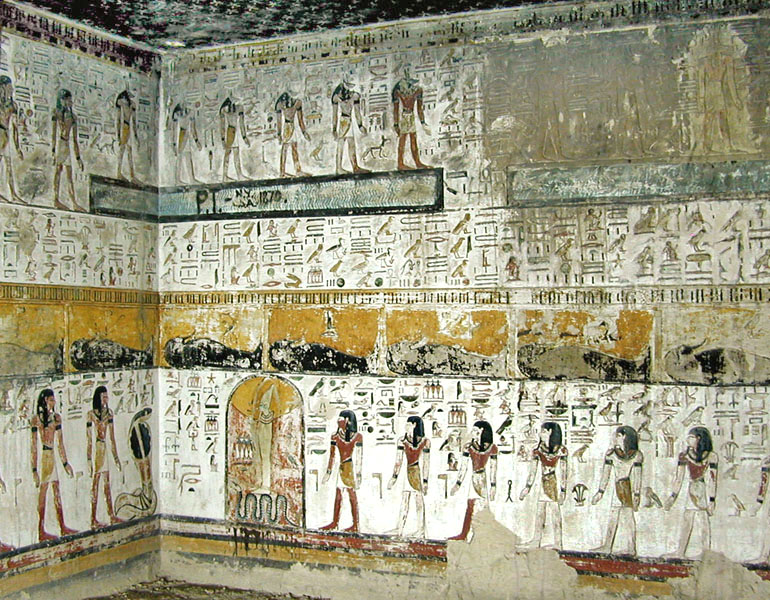
Aqen, raramente menzionato nei testi egizi, compare sulle pareti della Tomba di Seti I nella Valle dei Re.